# Glossopetalon
Glossopetalon es un género  de plantas con flores perteneciente a la familia Crossosomataceae. 

## Taxonomía
El género fue descrito por Samuel Frederick Gray y publicado en Smithsonian Contributions to Knowledge 5(6): 29–30, pl. 12, f. B. 1853. La especie tipo es: Glossopetalon spinescens

## Especies
- Glossopetalon clokeyi
- Glossopetalon meionandrum
- Glossopetalon nevadense
- Glossopetalon planitierum
- Glossopetalon pungens
- Glossopetalon spinescens
- Glossopetalon stipuliferum
- Glossopetalon texense